# Parepilysta woodlarkiana
Parepilysta woodlarkiana là một loài bọ cánh cứng trong họ Cerambycidae.